# Villafría (Asturien)
Villafría ist eines von 15 Parroquias in der Gemeinde Pravia der autonomen Region Asturien in Spanien.
 Die 76 Einwohner (2011) leben in 3 Dörfern auf einer Fläche von 3,42 km². Villafría, der Hauptort der gleichnamigen Parroquia liegt 7 km von der Gemeindehauptstadt entfernt.

## Dörfer und Weiler im Parroquia
- Recuevo (Ricouvu) – 30 Einwohner 2011 43° 31′ 8″ N, 6° 8′ 11″ W
- Villafría – 28 Einwohner 2011 43° 30′ 42″ N, 6° 9′ 16″ W
- Villamuñín – 18 Einwohner 2011 43° 30′ 51″ N, 6° 8′ 53″ W